# Cantone di Sens-Nord-Est
Il Cantone di Sens-Nord-Est era una divisione amministrativa dell'arrondissement di Sens.
È stato soppresso a seguito della riforma complessiva dei cantoni del 2014, che è entrata in vigore con le elezioni dipartimentali del 2015.
Comprendeva parte della città di Sens e i comuni di:
- Fontaine-la-Gaillarde
- Saint-Clément
- Saligny
- Soucy